# 国際化学物質安全性カード
国際化学物質安全性カード（こくさいかがくぶっしつあんぜんせいカード、ICSC、International Chemical Safety Card）とは、化学物質の健康や安全に関する重要な情報の概要をまとめたものであり、化学物質を扱う労働者に用いられることを想定して作成されている。国際化学物質安全性計画 (IPCS、en:International Programme on Chemical Safety) の事業であり、欧州委員会および各国家の協力によって作られている。

## 概要
ICSCは化学物質安全性データシートを補うものであり、安全の専門家よりむしろ個々の生産現場レベルの労働者によって使われるように設計されている。カードは標準的なフォーマットによって作られており、それは言語間の翻訳を容易なものとしている。2005年現在、カードは16の言語でHTMLもしくはPDFの形式で利用することができ、その他の言語では紙媒体で利用できる。2009年6月14日の段階で英語版において1,646枚のカードが利用できる。カードはICSC参加機関の化学者によって制作、査読されているが、それぞれの国の法的事情を反映しているわけではなく法的拘束力は持たない。

## 歴史
1972年、ストックホルムで開催された国際連合人間環境会議において人間環境宣言および環境国際行動計画が採択され、同年この採択を実行するための国際機関として国際連合環境計画(UNEP)が設立された。また世界保健機関(WHO)は化学物質が人体に及ぼす影響を評価した環境保健クライテリア(en:Environmental Health Criteria)を公表していたが、外部委託という方式を取っていたこともあり成果は芳しくなかった。
そのような背景のもと、1978年にWHOの総会決議に基きWHO、UNEP、国際労働機関(ILO)の参加の下に国際化学物質安全性計画が設立され、1980年に活動を開始した。国際化学物質安全性計画の主な活動内容は化学物質の人体や環境への影響のデータを収集および評価し、化学物質の安全性評価の手法を確立および改善し、化学物質による被害を抑えるための国際協力を構築することにあり、その活動の一環として1984年に欧州委員会の協力とWHO、ILO、欧州委員会の資金提供によってICSCが開発された。
1990年に行われたILO第77回理事会において化学製品に関する第170号条約(en:Chemicals Convention, 1990)および177号勧告が採択された。ICSCは第170号条約の第8条の規定に基き、危険な化学物質の特性、供給者、分類法、危険性、安全のための予防措置および応急手当の方法についての詳細かつ重要な情報を記載することが定められた。ICSCはIPCS参加機関の科学者によって制作され相互に査読されており、化学メーカーやその労働者による助言も考慮される。

## 日本語版
日本語版はICPSに参加して化学物質の安全性評価も行っている国立医薬品食品衛生研究所(NIHS)によって翻訳、公開されている。1992年、厚生省生活衛生局企画課生活化学安全対策室および国立衛生試験所化学物質情報部監修の下で化学工業日報社により書籍版が発行された。1998年以降は国立医薬品食品衛生研究所に国際化学物質安全シート日本語版のページが立ち上げられ、書籍版は1999年発行の第4集以降発売されていない。2010年11月現在、ウェブ版において1676枚のカードが利用できる。